# Franck Dja Djedje
Franck Dja Djedje (* 2. Juni 1986 in Abidjan) ist ein ivorischer Fußballspieler.

## Karriere
Der Stürmer spielte bis 2012 in Frankreich. Danach kam er zum ukrainischen Klub Tschernomorez Odessa. 2014 begann er in Norwegen bei Sarpsborg 08 FF und wechselte im Laufe des Jahres zum belarussischen Verein FK Dinamo Minsk. Im Frühjahr 2015 verließ er Minsk und wechselte nach Schottland zu Hibernian Edinburgh. Die Saison 2015/16 verbrachte der Ivorer in Katar. Im Frühjahr 2017 wurde er von Irtysch Pawlodar aus der kasachischen Premjer-Liga unter Vertrag genommen und nur ein halbes Jahr später unterschrieb er bis Saisonende 2017 bei Qaisar Qysylorda.
Mit der U-23-Auswahl der Elfenbeinküste stand Dja Djedje im 18-köpfigen Aufgebot für die Olympischen Spiele 2008 in Peking. Außerdem bestritt er 43 Jugendländerspiele für Frankreich und schoss dabei 25 Tore.